# Torbiel nerki
Torbiel nerki (ang. renal cyst) – torbiel, czyli patologiczna przestrzeń jamista wyścielona tkanką nabłonkową, mieszcząca się w miąższu nerki lub wychodząca z otaczającej ją torebki włóknistej. Zmiany te mają w większości przypadków charakter niezłośliwy. Występują u około 12% populacji ogólnej, a częstotliwość ich występowania wzrasta wraz z wiekiem. Wykrywane są u około 40% pacjentów otrzymujących tomografię komputerową jako znaleziska przypadkowe.

## Klasyfikacja ICD10
| kod ICD10     | nazwa choroby             |
| ------------- | ------------------------- |
| ICD-10: N28.1 | Torbiel nerki, nabyta     |
| ICD-10: Q61   | Wielotorbielowatość nerek |